# Tiganogona brownae
Tiganogona brownae är en mångfotingart som beskrevs av Chamberlin 1928. Tiganogona brownae ingår i släktet Tiganogona och familjen Cleidogonidae. Inga underarter finns listade i Catalogue of Life.